# Міднорудна копальня «Червоне Озеро»
Міднору́дна копа́льня «Черво́не О́зеро» (також відома як Картами́ський гірни́чо-металургі́йний ко́мплекс) — стародавній гірничо-металургійний комплекс доби пізньої бронзи, розташований поблизу села Новозванівка Сіверськодонецького району Луганської області. Пам'ятка є одним із найкраще досліджених об'єктів гірничої справи доби бронзи на території України та включена до Державного реєстру нерухомих пам'яток України як пам'ятка археології національного значення (охоронний № 120009-Н).

## Історія та дослідження
Комплекс, що датується XVII–XII століттями до н. е., належав гірникам-металургам зрубної культурно-історичної спільності. Упродовж 2001–2010 років на території пам'ятки проводилися комплексні дослідження за участю науковців Донбаського державного технічного університету, Інституту археології НАН України та Воронезького державного університету.
Картамиський комплекс є частиною Донецького гірничо-металургійного центру — потужного осередку давнього гірництва та металургії на півдні Східної Європи. Унікальність пам'ятки полягає в тому, що її об'єкти збереглися в первісному стані та представляють усі цикли металовиробництва: гірничовидобувний, гірничо-збагачувальний, металургійний та металообробний.

## Структура комплексу
Комплекс складається з чотирьох копалень, великої техногенної ділянки для збагачення мідної руди та двох поселень гірників-металургів.

### Гірничі виробки
На території комплексу виявлено як відкриті, так і підземні гірничі виробки.
- Відкриті виробки (кар'єри) мають значні масштаби, місткість деяких сягає 7000 м³. Висота породних відвалів перевищує 6 метрів, іноді досягаючи 12 метрів[3].
- Підземні виробки представлені системою вертикальних шахтних стовбурів глибиною до 5–7 метрів, які з'єднувалися між собою для вентиляції. З дна шахт відходили горизонтальні та похилі штреки, що йшли вздовж пластів мідистого пісковику з високим вмістом міді[3][4].

Під час розкопок в одній із шахт було виявлено унікальне поховання гірника XVII століття до н. е. Небіжчик лежав у скорченому положенні в імпровізованій кам'яній скрині, а в поховальному горщику замість їжі були шматочки багатої мідної руди. Ця знахідка свідчить про високий соціальний статус та наявність професійних культів у давніх гірників.

### Поселення та виробничі ділянки
На території комплексу досліджено два поселення — Червоне Озеро-1 та Червоне Озеро-3.
- На поселенні Червоне Озеро-1 виявлено залишки трьох заглиблених у землю споруд, які функціонували як ливарні майстерні. Тут знайдено інструменти та свідчення всіх етапів виробництва металу[3].
- Поселення Червоне Озеро-3 являло собою житлово-господарський комплекс садибного типу з трьох будівель, кожна з яких мала окреме призначення: житлове, виробниче та культове[3].

Окрім поселень, виявлено техногенну ділянку, де відбувалося первинне збагачення руди. Давні гірники використовували талі та дощові води для водного збагачення, що свідчить про високий рівень їхніх технологічних знань. Серед знайдених знарядь праці — кам'яні товкачі, плити для розтирання руди та кістяні сепаратори. За оцінками, з місцевих руд могло бути виплавлено близько 160 тонн міді.

## Припинення діяльності
Видобуток мідних руд на Картамиші припинився на межі XIII–XII століть до н. е. Це збіглося з глобальною кліматичною, екологічною та демографічною кризою, яка призвела до дефіциту водних ресурсів, а також із виснаженням доступних для розробки покладів руди в регіоні.

## Сучасний стан
Через територію пам'ятки проходила лінія зіткнення під час війни на сході України. Станом на 2015 рік, у зв'язку з бойовими діями, доступ до унікального археологічного об'єкта був втрачений.